# ISO 3166-2:AT
ISO 3166-2:AT — стандарт ISO, який визначає геокоди для федеральних земель Австрії, є частиною стандарту ISO 3166-2. Перша частина коду — код ISO 3166-1 для Австрії (AT), друга частина — цифра (номер землі за латинським алфавітом)

## Коди
| AT-1 | Бургенланд     |
| AT-2 | Каринтія       |
| AT-3 | Нижня Австрія  |
| AT-4 | Верхня Австрія |
| AT-5 | Зальцбург      |
| AT-6 | Штирія         |
| AT-7 | Тіроль         |
| AT-8 | Форарльберг    |
| AT-9 | Відень         |